# Babina Greda
Babina Greda (maďarsky Babagerenda) je obec (općina) v chorvatské Slavonii. Obec se nachází v blízkosti řeky Sávy, u hranice s Bosnou a Hercegovinou a dálnice A3. Obec je samostatnou správní jednotkou (općinou), jejíž součástí je pouze Babina Greda; nespadají pod ni žádné okolní vesnice. V roce 2011 žilo v Babině Gredě 3572 osob, z nichž drtivá většina byla chorvatské národnosti.
Místní kostel je zasvěcen svatému Vavřinci. Nachází se v samotném středu obce a zbudován byl v barokním stylu.
Na dálnici A3 se v blízkosti Babiny Gredy nachází odpočívadlo pro kamiony.